# Pierre Joassin
Pierre Joassin, né le 26 août 1948 à Amay (Belgique) et mort le 4 janvier 2023, est un réalisateur belge.

## Biographie
Pierre Joassin commence sa carrière en assistant Jean-Marie Degèsves pour le scénario de Du bout des lèvres (1976).

## Filmographie

### Réalisateur

#### Cinéma
- 1987 : Gros Cœurs

#### Télévision
Séries télévisées
- 1992-1995 : C'est mon histoire
- 1995 : Les Cordier, juge et flic
- 1995-2004 : Maigret (Épisodes 18, 28 et 46)
- 1999 : Chère Marianne
- 1999 : Joséphine, ange gardien
- 2001-2008 : Sauveur Giordano
- 2003 : Crimes en série
- 2009 : À tort ou à raison

Téléfilms
- 1981 : Minitrip
- 1995 : Une folie
- 1996 : Folle de moi
- 1996 : Une fille à papas
- 1997 : Mon amour
- 1998 : Un amour de cousine
- 2000 : La Tribu de Zoé
- 2005 : Vous êtes libre ?
- 2006 : Un transat pour 8
- 2008 : Une ombre derrière la porte
- 2010 : Un bébé pour mes 40 ans
- 2011 : Merci patron

### Scénariste

#### Cinéma
- 1976 : Du bout des lèvres
- 1987 : Gros Cœurs

#### Télévision
Séries télévisées
- 1999 : Chère Marianne
- 1999 : Joséphine, ange gardien

Téléfilms
- 1981 : Minitrip